# Pandanus
Los pandanos son unas plantas tropicales del género Pandanus pertenecientes a la familia de las Pandanaceae. Este género paleotropical comprende a más de 600 especies diferentes repartidas a todo la largo del cinturón tropical, de África a Oceanía.

## Descripción
Junto con el cocotero, el pandano con sus numerosas variedades y especies, es sin lugar a dudas el árbol más útil del Pacífico. Su aspecto extraño impacta en todos los viajeros que se lo encuentran. El tronco es del mismo diámetro en toda su extensión, está cubierto de una corteza lisa y jaspeada. Poseen numerosas raíces fúlcreas nacidas en el tallo y que le dan un aspecto de patas de araña.

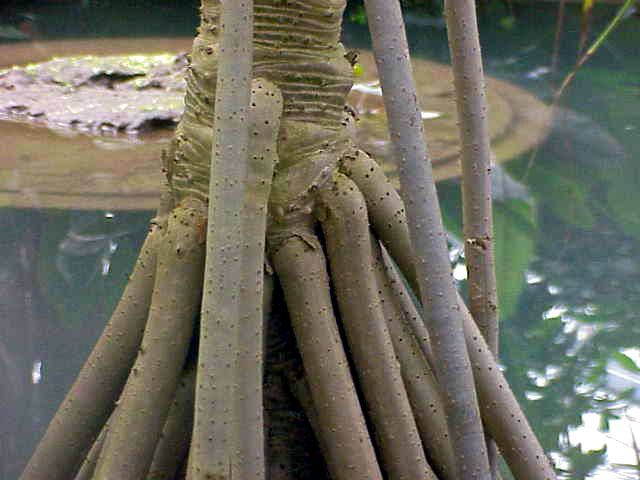
Raíces fúlcreas.

Si bien el pandano está repartido por todas las islas del Pacífico tropical, las islas bajas de la Polinesia y de la Micronesia constituyen su terreno predilecto: cubre los atolones más inhóspitos. El árbol se cultiva y se propaga a partir de brotes que se forman espontáneamente en las axilas de las hojas inferiores. 
Su fruto, la drupa, puede flotar y expandirse a otras islas sin ayuda del ser humano. 

### Usos

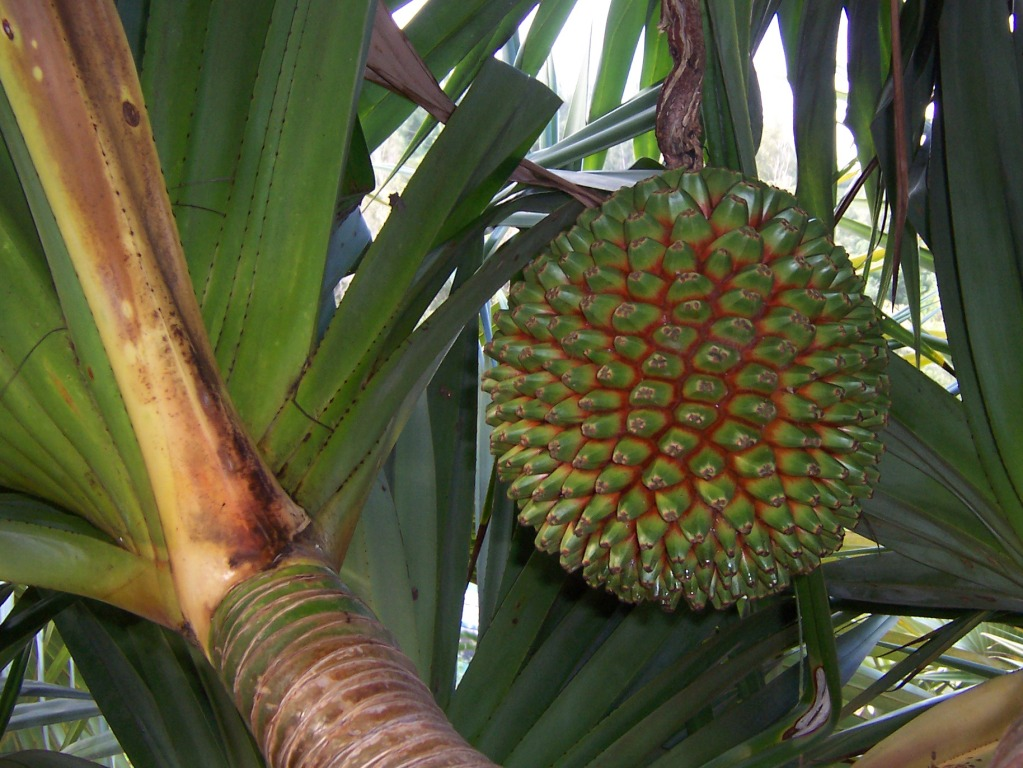
Pandanus utilis, fruto.

Se contabilizan 9 especies en la Polinesia francesa de las que las hojas se utilizan más (cestería, cubrir tejados) que las frutas. Las frutas se conservan fácilmente y se comen cocidas en caso de escasez. También se utilizan las drupas perfumadas de los frutos para hacer collares y coronas para las fiestas. Sin embargo, los frutos son muy apreciados como alimento en Kiribati donde el número de especies y variedades es grande, también se utilizan mucho en la Reunión. En Asia, los propietarios de coches usan hojas de pandanos como repelente natural para cucarachas en sus vehículos.

## Sinonimia
- Athrodactylis J.R.Forst. & G.Forst., Char. Gen. Pl.: 75 (1775).
- Keura Forssk., Fl. Aegypt.-Arab.: 172 (1775).
- Pandanus Rumph. ex L.f., Suppl. Pl.: 64 (1782), nom. illeg.
- Dorystigma Gaudich., Voy. Bonite, Bot. 3: t. 13 (1841).
- Eydouxia Gaudich., Voy. Bonite, Bot. 3: t. 18 (1841).
- Fisquetia Gaudich., Voy. Bonite, Bot. 3: t. 4 (1841).
- Foullioya Gaudich., Voy. Bonite, Bot. 3: t. 26 (1841), nom. nud.
- Heterostigma Gaudich., Voy. Bonite, Bot. 3: t. 25 (1841).
- Hombronia Gaudich., Voy. Bonite, Bot. 3: t. 22 (1841).
- Jeanneretia Gaudich., Voy. Bonite, Bot. 3: t. 25 (1841).
- Roussinia Gaudich., Voy. Bonite, Bot. 3: t. 21 (1841).
- Souleyetia Gaudich., Voy. Bonite, Bot. 3: t. 19 (1841).
- Sussea Gaudich., Voy. Bonite, Bot. 3: t. 24 (1841).
- Tuckeya Gaudich., Voy. Bonite, Bot. 3: t. 26 (1841).
- Vinsonia Gaudich., Voy. Bonite, Bot. 3: t. 17 (1841).
- Marquartia Hassk., Flora 25(2 Beibl.): 14 (1842).
- Hasskarlia Walp., Ann. Bot. Syst. 1: 753 (1849).
- Barrotia Gaudich., Voy. Bonite, Bot. 3: t. 13 (1852).
- Bryantia Webb ex Gaudich., Voy. Bonite, Bot. 3: t. 20 (1852).
- Doornia de Vriese, Hooker's J. Bot. Kew Gard. Misc. 6: 266 (1854).
- Rykia de Vriese, Hooker's J. Bot. Kew Gard. Misc. 6: 268 (1854).[2]

## Especies
| - Pandanus affinis - Pandanus aldabraensis - Pandanus amaryllifolius - Pandanus atrocarpus - Pandanus austrosinensis - Pandanus balfourii - Pandanus baptistii - Pandanus boninensis - Pandanus butayei - Pandanus carmichaelii - Pandanus clandestinus - Pandanus conoideus - Pandanus copelandii - Pandanus corallinus - Pandanus decastigma - Pandanus decipiens - Pandanus decumbens - Pandanus dubius - Pandanus fascicularis - Pandanus furcatus | - Pandanus graminifolius - Pandanus gressitii - Pandanus halleorum - Pandanus humilis - Pandanus hornei - Pandanus joskei - Pandanus kajui - Pandanus labyrinthicus - Pandanus lacuum - Pandanus leram - Pandanus linguiformis - Pandanus luzonensis - Pandanus microcarpus - Pandanus multispicatus - Pandanus nepalensis - Pandanus odoratus - Pandanus palustris - Pandanus papenooensis - Pandanus parvicentralis | - Pandanus parvus - Pandanus petersii - Pandanus polycephalus - Pandanus punicularis - Pandanus pygmaeus - Pandanus pyramidalis - Pandanus sanderi - Pandanus sechellarum - Pandanus spiralis - Pandanus taveuniensis - Pandanus tectorius - Pandanus temehaniensis - Pandanus teuszii - Pandanus thomensis - Pandanus utilis - Pandanus vandermeeschii - Pandanus veitchii - Pandanus verecundus - Pandanus whitmeeanus |